# 울진 수산리 굴참나무
울진 수산리 굴참나무(蔚珍 守山里 굴참나무)는 대한민국 경상북도 울진군 근남면 수산리에 있는 굴참나무이다. 1962년 12월 7일 대한민국의 천연기념물 제6호로 지정되었다.

## 개요
굴참나무는 일본·중국 및 한반도에 분포하며 줄기에 코르크가 발달하는 것이 특징이다. 남향의 건조한 곳이나 돌이 많은 땅에서도 잘 살며 특히 강원도와 경상북도에서 많이 자라고 있다. 굴참나무의 껍질은 코르크로 이용되고 열매는 묵을 만드는 재료로 쓰인다.
울진의 굴참나무는 나이가 300년 정도로 추정되며, 높이 20m, 둘레 5.94m이다. 수산리마을 입구의 오른쪽 언덕에서 자라고 있으며, 현재는 1959년 태풍에 의해 남쪽가지가 부러지고 썩은 부분을 수술한 상태로, 나무의 모양이 허약해 보인다. 이 나무는 의상대사가 심었다고 전해지며, 옛날 싸움터에서 다급해진 왕이 이 나무 밑에 숨었다고 하여 나무 옆으로 흐르는 강을 왕피천(王避川)이라고도 부른다. 한때는 성류사를 찾는 스님들의 길잡이가 되기도 하였다.
울진의 굴참나무는 굴참나무 가운데에서는 매우 크고 오래된 나무로서 생물학적 가치가 클 뿐만 아니라, 전설이 깃들어 있는 나무로서 문화적 가치도 높아 천연기념물로 지정·보호하고 있다.

## 참고 자료
- 울진 수산리 굴참나무 - 국가유산청 국가유산포털